# Bolesław George II
Bolesław George II (circa 1310 - Vlodimir-Volinski, 7 april 1340) was van 1323 tot aan zijn dood de laatste koning van Galicië-Wolynië. Hij behoorde tot de Mazovische tak van het huis Piasten.

## Levensloop
Bolesław George II werd geboren als de zoon van hertog Trojden I van Czersk en diens echtgenote Maria, dochter van koning Joeri I van Galicië. Na de dood van zijn kinderloze oom Andreas werd hij in 1323 koning van Galicië-Wolynië en hertog van Belz. In 1331 huwde hij met een dochter van grootvorst Gediminas van Litouwen. De naam van zijn echtgenote wordt door historici betwist. In ieder geval bleef het huwelijk kinderloos.
In een verdrag schonk hij in 1338 de erfopvolging van Galicië-Wolynië aan koning Casimir III van Polen. Bolesław George II was zeer geliefd bij de vele stadsbewoners die in zijn gebieden leefden. In 1324 schonk hij aan de stad Vlodimir-Volinski het Maagdenburgs recht, in 1339 gevolgd door de stad Sanok.
In april 1340 werd hij vergiftigd door orthodoxe bojaren. Na Bolesław Georges dood werd het koninkrijk Galicië-Wolynië tussen 1340 en 1366 grotendeels geannexeerd door koning Casimir III van Polen.